# Patrick McHenry
Pour les articles homonymes, voir McHenry.
Patrick McHenry, né le 22 octobre 1975 à Charlotte (Caroline du Nord),, est un homme politique américain, membre du Parti républicain et élu de Caroline du Nord à la Chambre des représentants des États-Unis de 2005 à 2025.

## Biographie
Patrick McHenry est une première fois candidat à la Chambre des représentants de Caroline du Nord en 1998. Il reçoit l'investiture républicaine mais est battu lors de l'élection générale. Il y est finalement élu en 2002, après avoir été l'assistant de la secrétaire au Travail Elaine Chao.
En 2004, il est élu représentant des États-Unis pour le 10e district de Caroline du Nord avec 64,2 % des voix face à la démocrate Anne Fischer. Il est depuis réélu tous les deux ans avec plus de 57 % des suffrages.
Il préside la commission des affaires financières. Il déclare voir en la Chine « la plus grande menace pour la place de l'Amérique dans le monde ».
À la suite du vote de la Chambre des représentants des États-Unis révoquant Kevin McCarthy de la présidence de la Chambre, il est nommé président pro tempore (temporaire) le 3 octobre 2023, jusqu'à l’élection de son successeur. Il ne se représente pas lors des élections de 2024 et quitte le Congrès en janvier 2025.